# Call of Duty: Black Ops 7
Call of Duty: Black Ops 7 är ett kommande förstapersonsskjutspel som utvecklats av Treyarch, Raven Software och utgiven av Activision. Spelet förväntas ges ut under år 2025 till Windows, Playstation 4, Playstation 5, Xbox One och Xbox Series X och S.

## Spelupplägg
Call of Duty: Black Ops 7 är ett förstapersonsskjutspel som har kampanjläge, multiplayerläge och samarbetsbaserade spelarläget Zombies. Enligt utvecklaren Treyarch kommer spelet att ha Omnimovement, ett rörelsesystem som introducerades i Call of Duty: Black Ops 6 (2024), den kommer dock inte ha avancerande funktioner som att springa på väggar eller hoppa med jetpack som förekommer i Call of Duty: Black Ops III (2015).

## Handling
Spelet utspelas år 2035, tio år efter händelserna i Call of Duty: Black Ops II (2012). Spelet protagonist David Mason (Milo Ventimiglia) och hans trupp är på uppdrag för att stoppa spelets antagonist.

## Utveckling
Call of Duty: Black Ops 7 utvecklas av Treyarch och Raven Software, spelet har varit under utveckling sedan slutet av 2023.

## Lansering
Spelet förväntas ges ut år 2025 till Windows, Playstation 4, Playstation 5, Xbox One, Xbox Series X och S. Det planeras bli tillgängligt för användare som prenumererar på Xbox Game Pass på utgivningsdagen, liksom PC Game Pass.